# Tekellina pretiosa
Tekellina pretiosa là một loài nhện trong họ Theridiidae.
Loài này thuộc chi Tekellina. Tekellina pretiosa được miêu tả năm 1993 bởi Marques & Buckup.